# Niet in de auto
Niet in de auto is een single van Gerard Cox. Het is afkomstig van zijn tweede album Wie wijst Gerard Cox de weg...?.
Niet in de auto gaat over de liefde bedrijven. Hij wil het overal met haar doen, maar niet in de auto, veel te krappe ruimte en die verdomde claxon. Op de achtergrond is een giechelend meisje te horen.
De B-kant De baardmijt is een lied oorspronkelijk gezongen door Drs. P. Het was na De meisjes van de suikerwerkfabriek opnieuw een cover door Cox van deze artiest. De baardmijt stond oorspronkelijk op de EP van Drs. P. getiteld Ripspiqué uit 1963.
Een hit werd de combinatie niet.